# Indochine
Indochine — французький рок-гурт, заснований у Парижі в 1981 році Ніколя Сіркісом і Домініком Ніколасом. Вони є одним з найуспішніших рок-гуртів Франції, продавши понад 10 мільйонів альбомів по всьому світу. Гурт почав свою кар'єру в середині 1980-х років, випустивши свій дебютний альбом L'Aventurier у 1982 році. Альбом був успішним у Франції, досягнувши 10-го місця в національному хіт-параді. Гурт продовжував випускати альбоми протягом 1980-х років, досягаючи все більшого успіху. Їх альбом 7000 Danses у 1985 році зайняв перше місце в національному хіт-параді.
У 2022 році Indochine відсвяткували своє 40-річчя. Indochine відомі своїми яскравими костюмами та шоу, а також ліричними текстами, які часто стосуються тем любові, втрати та самотності.

## Історія

### Становлення і підйом(1980—1984)
З листопада по грудень 1980 року у французькому музичному журналі Rock & Folk було опубліковано оголошення про пошук двох музикантів (басиста та вокаліста) для нового гурту Les Espions. На публікації відгукнулися Ніколя Сіркіс та Домінік Ніколас, які й увійшли до складу гурту: Ніколя — як басист, а Домінік — як вокаліст. Проте музика новоспеченого гурту виявилася для молодих виконавців надто складною, тому 10 травня 1981 р. вони вирішили створити свій власний музичний гурт який назвали Indochine.
Назва гурту була натхненна в'єтнамською культурою та історією а також одноіменним романом Французької письменниці Маргеріт Дюрас.
Незабаром до них приєдналися Димитрі Бодянські, який грав на саксофоні та клавішних, а також брат Ніколя Сіркіса Стефан, який згодом став гітаристом групи. 29 вересня 1981 року вони виступили у клубі Rose Bonbon що у Парижі. Завдяки цьому короткому виступу на сцені, група отримала свій перший контракт з продюсером Дідьє Гіношером з музичного лейблу Clemence Mélody, проте у 1986 році, у зв'язку з деякими розбіжностями, Indochine подали до суду на Дідьє Гіношера та Clemence Mélody. Група виграла його і заснувала власний лейбл Indochine Musique.
У листопаді 1981 року вони записали свої перші синги Dizzidence politik і Françoise (Qu'est-ce qui t'a pris ?). Вони не принесли їм великого успіху, проте дали можливість заявити про себе і почати свою музичну кар'єру.
15 листопада 1982 року Indochine випускає свій перший альбом L'Aventurier а також сингл з тією ж назвою, що є відсилкою до всесвіту Боба Морана бельгійського автора Анрі Вернса. Альбом робить справжній фурор улітку 1983 року, розійшовшись тиражем у 500 000 примірників.
28 листопада 1983 року побачив світ другий альбом гурту Le Péril jaune, який продовжує теми екзотики та танцювальної музики попереднього альбому.
5 грудня 1983 року в Олімпії відбувся концерт, на який були продані всі квитки, після чого гурт відправився у турне по всій Франції.

### Тріумф(1985—1986)

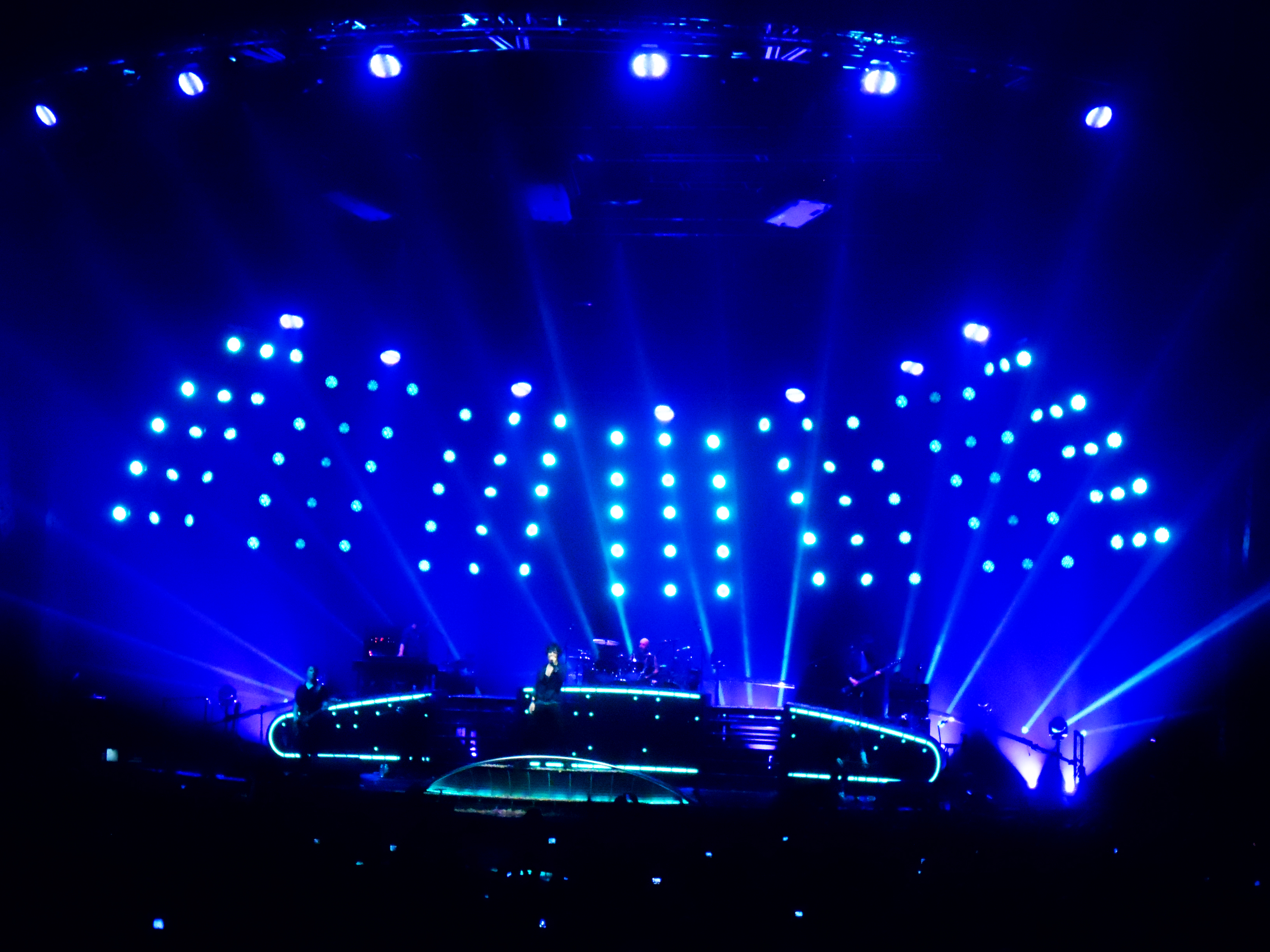
Indochine у Zénith de Nantes, Нант, 2013

10 травня 1985 року виходить їхній третій альбом, 3, у якому Indochine відмовляється від всесвітів коміксів а також азійської тематики, які зробили їх успішними, щоб торкнутися більш неоднозначних тем.
Пісні 3e sexe, Canary Bay і Trois nuits par semaine (натхненна романом Коханець Маргеріт Дюрас) стали великими хітами. Їм була присвячена спеціальна програма в телепередачі Діти року (фр. Les Enfants du rock). Саме у цей період група стала відомою на увесь світ.
29 жовтня 1986 року, щоб відсвяткувати свій п'ятий ювілей, група вирішує створити концертний альбом Indochine au Zénith Він включав в себе записи 16 пісень, які група виконувала на концерті у Зеніті що у Парижі. Альбом було продано у понад 350 000 примірниках у Франції, а також у більш ніж 150 000 примірниках у Перу.

### 7000 danses і Le Baiser(1987—1992)
7000 danses був четвертим студійним альбомом групи. Він був записаний у Великій Британії і став поворотним моментом у творчості Indochine. Альбом був більш експериментальним, ніж попередні альбоми групи, і включав в себе елементи різних музичних жанрів, таких як поп, рок, електронна музика і синті-поп.
Вихід першого синглу альбому, Les Tzars, відбувся влітку 1987 року. Деякі музичні критики не соромляться говорити, що група є вульгарною копією The Cure, тоді як інші вважають, що Ніколя Сіркіс співає під фонограму, проте незважаючи на все, альбом було продано майже 340 тисячами примірників, і в березні 1988 року Indochine розпочали гастрольні тури по Франції, Бельгії, Швейцарії, Канаді та Перу де було проведено чотири аншлагові концерти, які зібрали 48 тисяч людей.
1989 відзначився першим розривом у житті групи: Дмітрі Бодіанські вирішив покинути гурт, щоб більше присвятити себе сім'ї.
Ставши тріо, у лютому 1990 року Indochine випустили новий альбом Le Baiser пісні якого були натхненні кінематографом та літературою, та відрізнялися більш досконалим аранжуванням, а також більш акустичним звучанням, ніж попередні альбоми групи. Альбом отримав змішані відгуки з боку критиків, проте розійшовся майже 250 тисячами примірників.
У 1991 році Indochine відзначає десятиріччя своєї діяльності випуском збірки Le Birthday Album, яка розійшлася тиражем понад 600 тисяч альбомів в Європі.
У 1992 році до групи приєднується Марк Еліард.

### Un jour dans notre vie і Wax(1993—1998)
У листопаді 1993 року виходить альбом Un jour dans notre vie, проте він виявився не таким успішним, як на це сподівалися (продано близько 90 тисяч примірників у Франції).
У 1994 році гурт відправився в турне під назвою Une nuit dans votre ville. Турне було успішним, і Indochine виступили на багатьох великих сценах, зокрема на площі міста Спа в Бельгії під час фестивалю Francofolies. В рамках турне був записаний живий альбом, під назвою Radio Indochine.
Наприкінці 1994 року Домінік Ніколас, основний композитор Indochine, вирішив залишити групу. Причиною цього стало розбіжність із Нікола Сіркісом щодо майбутнього Indochine. Сіркіс хотів, щоб група продовжувала розвиватися і експериментувати, тоді як Домінік вважав, що групі слід повернутися до своїх коренів. Для того, щоб продовжити творчу діяльність групи, необхідно було знайти нового гітариста. Після тривалого пошуку вони знайшли Александра Азаря, який розділяв їхні музичні смаки.
У 1996 році випустили нову збірку під назвою Unita. До збірки увійшов один невиданий трек із майбутнього альбому, «Kissing My Song». Збірка була успішною і розійшлася тиражем понад 100 000 примірників у Франції. до збірки додавався другий CD, який містить версії пісень, які були випущені Indochine між 1984 і 1991 роками. Цей CD був випущений для того, щоб представити шанувальникам Indochine більш повну картину творчості групи.
Випуск альбому Wax у 1996 році був непомітним для широкої публіки. Причиною цього було відсутність медійної підтримки та просування з боку лейблу. Однак, незважаючи на це, альбом став важливим етапом у кар'єрі Indochine. Він показав, що група продовжує розвиватися і експериментувати, і став першим кроком до її відродження.
Альбом Wax має більш поп-звучання, ніж попередній альбом Indochine, Unita. Це пов'язано з тим, що до групи приєднався новий гітарист, Александр Азаріа, який мав більш поп-орієнтований стиль. Тексти Ніколи Сиркіса також стали більш попсовими, проте все ще залишалися вірними стилю Indochine.
На початку 1997 року Indochine перебували в складному становищі. Вони були звільнені своєю лейбл-компанією BMG, яка вважала їх застарілими та не продаваними, проте вони все ще були популярними серед своїх шанувальників, які продовжували відвідувати їхні концерти.
Тур Wax зібрав багато глядачів, і це дозволило групі записати живий альбом Indo Live, який отримав велику рекламну кампанію і розійшовся тиражем у 300 000 примірників у Франції. Цей успіх допоміг Indochine відновити свою популярність і продовжити кар'єру.
1997 року у складі Indochine відбулися зміни в лінійці гітаристів. Александр Азаріа був замінений на Mr Tox (Ксав'єр Джеронімі) який у 1998 році був замінений на Бориса Жарделя, який є гітаристом групи донині.
1998 році Indochine вирішили продовжити серію концертів і розпочали новий тур, Live Tour, який приваблював все більшу кількість глядачів.

### Dancetaria і відродження(1999—2001)

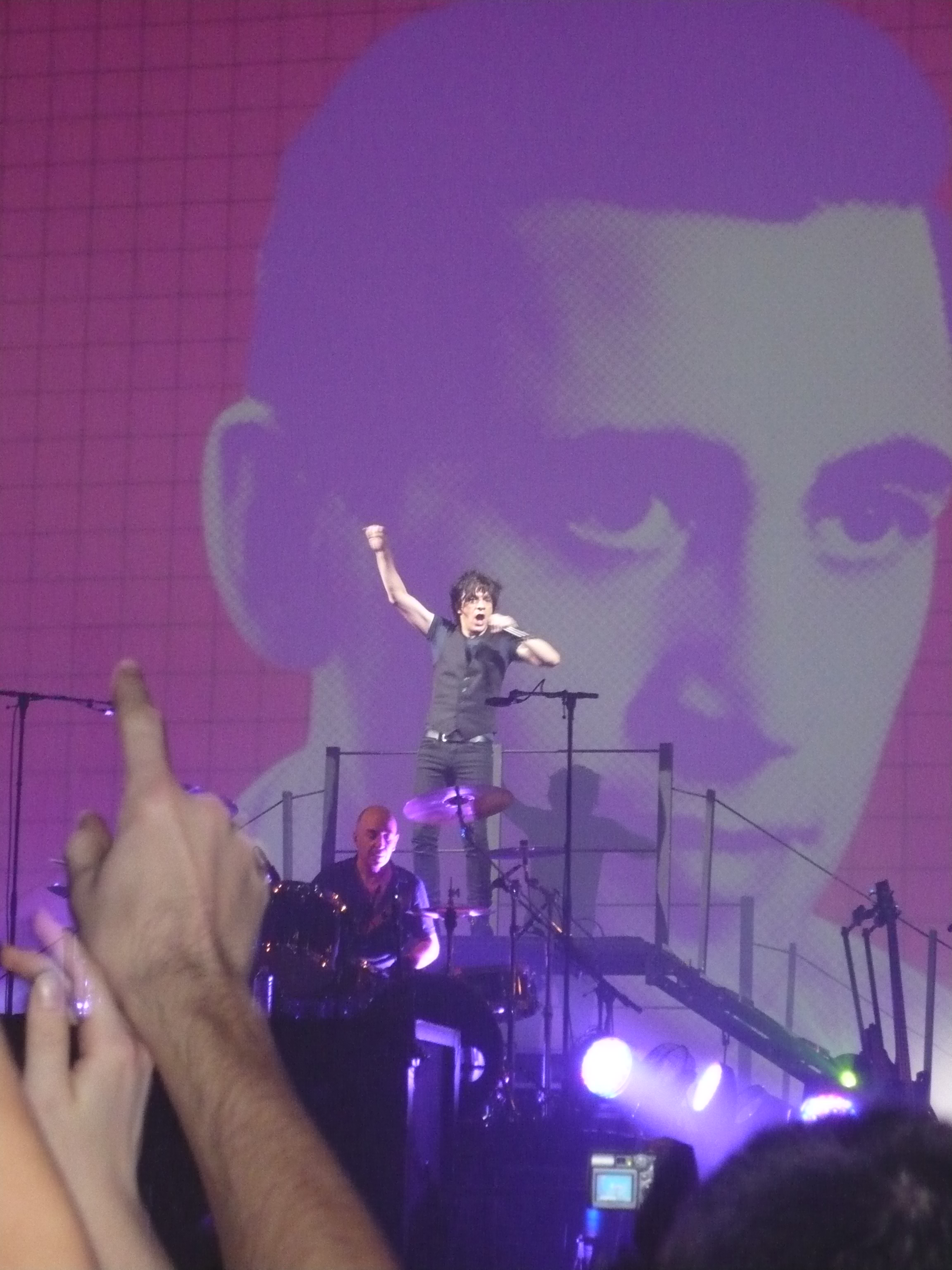
Indochine в місті Тур, Meteor Tour, 2009

27 лютого 1999 року, коли якраз розпочався запис альбому Dancetaria, Стефан Сіркіс помирає від швидкоплинного гепатиту. Його смерть стала величезним ударом для групи та її шанувальників. Нікола Сиркіс, брат Стефана, вирішив продовжити справу групи, незважаючи на горе.
Вихід альбому Dancetaria було відкладено на кілька місяців, щоб уникнути похмурого висвітлення в ЗМІ. Альбом побачив світ у серпні 1999 року і поєднував в собі елементи попмузики, глем-року та готик-року. Аранжуваннями альбому займався Олів'є Жерар, який є відомим реміксером пісень Indochine. Деякі пісні альбому, такі як She Night або Atomic Sky, можна розглядати як дань пам'яті Стефану. Альбом був добре прийнятий критиками та шанувальниками, і він посів 14-е місце у Французьких чартах.
Після виходу альбому Dancetaria гурт Indochine відправився в турне під назвою Tour 99 яке тривало 2 роки. Турне включало в себе виступи в багатьох країнах Європи, зокрема в Бельгії та Франції. 16 квітня 2002 року був випущений документальний фільм Les Divisions de la joie, який розповідає про турне. Фільм був змонтований з живих виступів гурту та репортажних матеріалів про турне.
З акустичного концерту, який відбувся в паризькому клубі Maroquinerie 27 лютого 2000 року на честь Стефана, народилася ідея Nuits intimes, акустичного турне з тридцяти концертів у маленьких залах, який був повторений у студійному альбомі Nuits intimes, випущеному 9 січня 2001 року.
Також у 2000 році їхня колишня лейбл-компанія BMG, випустила збірку Génération Indochine без згоди гурту. Збірка включала в себе 18 найпопулярніших пісень гурту, а також дві нові пісні, Le baiser та Petit Jésus. трійка засновників гурту Indochine та Лу Сіркіс (дочка Стефана) подали позов до суду з проханням заборонити продаж альбому Génération Indochine. Суд розглянув позов і ухвалив рішення на користь гурту. 14 липня 2000 року суд постановив заборонити продаж альбому Génération Indochine.

### Paradize(2001—2005)
У березні 2002 року гурт випускає альбом Paradize, який став справжнім тріумфом і закріпив за гуртом статус однієї з найпопулярніших рок-груп Франції. У створенні альбому брали участь багато артистів, зокрема канадська музикантка Мелісса Ауф дер Маур, рок-гурт Mickey 3D, Жан-Луї Мурат, який написав музику до пісні J'ai demandé à la lune, Анн Скотт, французька письменниця, яка написала текст до пісні Paradise, Камілла Ларенс, яка написала текст до пісні Punker. Ці співпраці допомогли гурту Indochine створити новий і свіжий звук, який став одним із ключових факторів успіху альбому Paradize.
У альбом входить кілька хітів, які стали одними з найпопулярніших пісень гурту, зокрема Paradise, Electrastar, Punker та J'ai demandé à la lune.
2002 рік став роком повернення Indochine на вершину. Альбом Paradize розійшовся тиражем більш ніж мільйон копій у Франції, і був успішним як у Франції, так і за її межами, і гурт отримав кілька престижних нагород, зокрема: MTV Europe Music Awards у номінації «Найкращий французький виконавець» Victoire de la musique у номінації «Альбом року», NRJ Music Awards у номінації «Найкращий французький гурт».
Paradize Tour став одним з найуспішніших концертних турів у Франції. Він розпочався в 2002 році і тривав два роки. За цей час гурт відіграв 94 концерти в 29 країнах світу, зібравши понад 500 тисяч глядачів.
У січні 2004 року гурт випустив концертний альбом 3.6.3 який був названий на честь дати його запису, 3 червня 2003 року. Цей альбом одразу ж очолив французький альбомний чарт, що раніше ніколи не траплялося з Indochine. Йому слідує тридисковий DVD під назвою Paradize Show, який був проданий тиражем понад 200 тисяч примірників у Франції та 100 тисяч примірників за її межами.
У вересні 2004 року BMG, за погодженням з Indochine, вирішила перевидати компіляцію Le Birthday Album 1981—1991. Нова версія компіляції, Le Birthday album 1981—1996, містила шість додаткових треків і була ремастирована у форматі SACD.

### Alice et June(2005—2008)
Десятий студійний альбом Indochine, Alice et June, вийшов 19 грудня 2005 року. Альбом містить 13 пісень, включаючи сингли Alice et June, Ladyboy і Adora et Pink Water. Цього разу Indochine співпрацювали з Браяном Молко, Дідьє Вампасом, гуртом AqME та хором Scala. Назва альбому «Alice et June» є відсиланням до книги Льюїса Керрола Аліса в країні чудес.

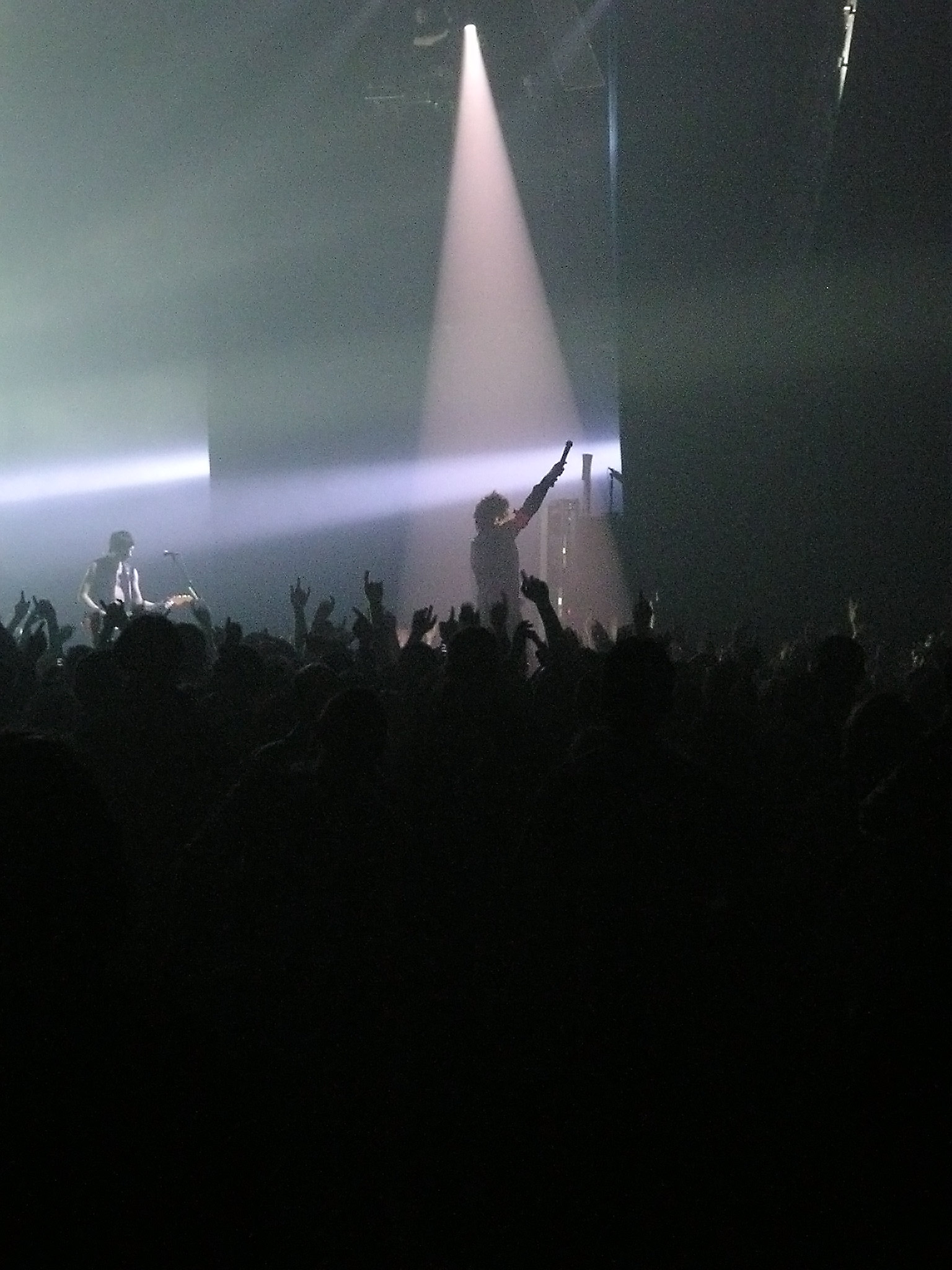
Концерт Indochine, Alice et June Tour, Ізер, 2006

Альбом був успішним, він очолив французький альбомний чарт, отримав золотий диск, а також був відзначений критиками за своє потужне звучання і ліричні тексти. У 2005 гурт відправився у тур Alice et June Tour, який зібрав понад 600 000 глядачів між березнем 2006 року та травнем 2007 року.
Окрім Франції, Бельгії, Швейцарії та Канади, турне Alice et June Tour також включало два концерти у В'єтнамі. Ці концерти відбулися 6 і 7 червня 2006 року в оперному театрі Ханоя за участі симфонічного оркестру Ханоя з нагоди 25-річчя гурту.
Концерти Indochine у В'єтнамі були записані і видані на подвійних CD і DVD під назвою Alice et June Tour: Live au Vietnam 22 лютого 2007 року.
У квітні 2008 року Indochine приєднався до кампанії бойкоту Олімпійських ігор у Пекіні. На цій події гурт записав і зняв кліп на пісню "You spin me round (кавер пісні групи Dead or Alive) на користь РБК. Кліп був присвячений правам людини в Китаї. У ньому були показані сцени з Китаю, де порушувалися права людини, такі як репресії проти дисидентів, цензура і порушення свободи слова.

### La République des Meteors і Стад де Франс(2009—2011)
Одинадцятий студійний альбом Indochine La République des Meteors був випущений 9 березня 2009 року. У альбомі були такі сингли як Little Dolls, Play Boy, Le Lac, Un ange à ma table (відеокліп на який був знятий самим Ніколя) та Le dernier jour.
Деякі пісні у альбомі створені з використанням таких інструментів як іграшкове фортепіано, укулеле і акордеон, і виділяються серед інших більшим поп-звучанням. Пісні альбому присвячені темам любові, смерті та майбутнього, а також часто містять алюзії на літературу та філософію. Він досяг першого місця у французькому альбомному чарті і був проданий тиражом понад 400 000 копій у Європі.
Indochine підтримали альбом La République des Meteors турне під назвою Putain de Stade. Турне стало найбільшим рок-концертом у Франції за всю історію зібравши понад 800 000 глядачів. Турне розпочалося 22 червня 2009 року в Парижі і закінчилося 20 серпня 2009 року в Марселі. Концертний альбом і відеозапис з концерту на Стад де Франс, Putain de stade, були випущені 17 січня 2011 року.
9 лютого 2011 року гурт Indochine отримав почесну перемогу на церемонії нагородження Victoires de la musique. Трофей відразу ж був переданий Ніколя Сіркісом людині з публіки, що символізувало зв'язок між гуртом і його шанувальниками.
18 березня 2011 року гурт записав з японською співачкою Amwe пісню Un ange à ma table у японській версії, щоб підтримати діяльність Червоного Хреста в Японії після землетрусу та цунамі, які відбулися в країні 11 березня 2011 року.

### Paradize +10 і Black City Parade (2012—2016)
13 лютого 2012 року, до десятиріччя виходу альбому Paradize, була випущена нова ремастеризована версія альбому, Paradize+10. В честь цього було організовано два концерти в Зеніті, квитки на які були продані всього за 12 хвилин.
Альбом Black City Parade був випущений 11 лютого 2013 року. Альбом був добре прийнятий критиками і публікою. Він досяг першого місця у французькому альбомному чарті і був сертифікований подвійним платиновим диском (понад 200 000 проданих копій).
Після синглу Memoria побачила світ пісня College Boy, кліп для якої був знятий канадським режисером Ксав'є Доланом і був цензурований.
Клип був знятий у чорно-білому стилі і має дуже сильний вплив. Він викликав обговорення в суспільстві про проблему булінгу.
12 лютого 2013 року, через 10 днів після виходу альбому Black City Parade, Indochine розпочав новий тур по Франції, Black City Tour який тривав з лютого 2013 року по липень 2014 року.
У грудні 2014 року Indochine випустив DVD live Black City Tour, записаний у Брюсселі. DVD містив запис концерту, який відбувся 28 червня 2014 року.
У 2015 році гурт оголосив про серію концертів у маленьких залах великих європейських міст. Концерти проходили навесні 2015 року і включали такі міста, як: Барселона, Мілан, Берлін, Копенгаген, Стокгольм, Осло, Антверпен, Амстердам.
У 2016 році Indochine виступилим на семи фестивалях у рамках фестивального туру Festivals Tour.

### 13(2017—2019)
8 червня 2017 року в телепередачі Quotidien гурт Indochine представив пісню La vie est belle, перший сингл з альбому 13 випущеного 8 вересня 2017 року. Альбом 13 був сертифікований платиновим диском (понад 100 000 проданих копій за 3 тижні) у Франції.
21 червня 2017 року, коли відкрилися каси для квитків на тур 13, було продано 100 000 квитків за один день. З лютого по листопад 2018 року в рамках туру 13, над головою публіки був підвішений гігантський екран. Екран був завдовжки 100 метрів і завширшки 20 метрів. Він був використаний для показу відео, які доповнювали музику гурту.
22 червня 2019 року на стадіоні П'єр Моруа в місті Лілль відбувся концерт, присвячений 60-річчю Ніколи Сіркіса. 27 000 місць на концерт були розпродані за чотири години. У зв'язку з цим гурт вирішив додати другу дату концерту, яка відбулася 23 червня 2019 року, окрім цього гурт оголосив, що концерт буде транслюватися наживо на YouTube. Трансляція концерту на YouTube переглянули понад 2 мільйони глядачів.

### Singles CollectionіCentral Tour(2020—2022)
7 березня 2020 року Indochine дав концерт у La Coopérative de Mai, в місті Клермон-Ферран, щоб відсвяткувати 20-річчя цього приміщення. Концерт був безкоштовним і відкритим для всіх. На концерті були присутні понад 2000 глядачів.
26 травня 2020 року, наживо зі стадіону, гурт оголосив про випуск нового синглу, Nos célébrations, та нового туру на літо 2021 року, Central Tour, який включатиме лише концерти на стадіонах (перенесений на 2022 рік через пандемію), а також випуск двох збірок, Singles Collection (1981—2001) і Singles Collection (2001—2021), які були сертифіковані подвійним платиновим диском (понад 200 000 продажів кожна) у Франції.
29 травня 2021 року Indochine взяв участь у експериментальному концерті Ambition Live Again в Аккор Арена, щоб перевірити, чи можна відновити концерти, незважаючи на пандемію COVID-19, не викликаючи спалахів зараження. Концерт був організований компанією Live Nation у співпраці з Міністерством культури Франції. Він був частиною експерименту, метою якого було розробити протоколи безпеки для проведення концертів у період пандемії.
У вересні 2021 року вийшла книга Indochine за авторством Ніколя Сіркіса та Рафаеля Хірш-Дорана. Книга розповідає про історію гурту з моменту його заснування в 1981 році до наших днів.
У вересні 2021 року гурт дав безкоштовний концерт на Гран-Плас у Брюсселі. Концерт був частиною промоції книги Indochine.
У 2022 році Indochine відправився в тур під назвою Central Tour. Тур включав у себе шість концертів на п'яти французьких стадіонах. Кожен концерт встановив рекорд відвідуваності.

### Central TourіFestival Tour 2023(2023)
13 січня 2023 року Indochine випустив альбом Central Tour. Альбом був записаний під час турне Indochine 2022 року, і одразу ж посів перше місце в французькому чарті альбомів. Його було сертифіковано як золотий (50 000 копій) у Франції.
DVD з записом концерту гурту 2022 року був сертифікований як тричі платиновий (30 000 копій) у Франції.
Між квітнем і травнем 2023 року гурт перебував у студії AIR Studios у Лондоні, а потім у студії ICP у Брюсселі.
У Лондоні Indochine записував новий альбом, який буде випущений у 2024 році.
11 червня 2023 року Indochine дав концерт у Roundhouse в Лондоні перед 3 000 глядачами.
17 червня 2023 року Indochine дав концерт у Nancy Open Air перед 22 000 глядачами.
З 29 червня по 4 серпня 2023 року гурт Indochine брав участь у дев'яти фестивалях літа: La Nuit de l'Erdre, Eurockéennes de Belfort, Beauregard, Musilac, Déferlantes, Pause Guitare, Paléo Festival Nyon і Les Nuits de Fourvière et Ronquières.

## Indochine і Україна
У 2022 році, після початку російської агресії проти України, гурт Indochine висловив свою підтримку Україні. Гурт, в рамках заходу Unis pour l'Ukraine що проходив у Maison de la Radio et de la Musique, виконав пісню Electrastar.

## Дискографія

### Студійні альбоми
| Рік виходу | Альбоми                                                                                         | Сертифікація (Франція) |
| ---------- | ----------------------------------------------------------------------------------------------- | ---------------------- |
| 1982       | L'Aventurier - Випущений: 15 листопада 1982 - Жанр: Нова хвиля - Лейбл: Clémence Melody         | Двічі платиновий диск  |
| 1983       | Le Péril jaune - Випущений: 28 листопада 1983 - Жанр: Нова хвиля - Лейбл: Clémence Melody       | Двічі платиновий диск  |
| 1985       | 3 - Випущений: 10 травня 1985 - Жанр: Нова хвиля - Лейбл: BMG Ariola                            | Діамантовий диск       |
| 1987       | 7000 danses - Випущений: 12 жовтня 1987 - Жанр: Нова хвиля - Лейбл: BMG Ariola                  | Двічі золотий диск     |
| 1990       | Le Baiser - Випущений: 5 лютого 1990 - Жанр: Нова хвиля - Лейбл: BMG Ariola                     | Двічі платиновий диск  |
| 1993       | Un jour dans notre vie - Випущений: 22 листопада 1993 - Жанр: Поп-рок - Лейбл: BMG Ariola       | Діамантовий диск       |
| 1996       | Wax - Випущений: 4 листопада 1996 - Жанр: Поп-рок - Лейбл: BMG                                  | Золотий диск           |
| 1999       | Dancetaria - Випущений: 24 серпня 1999 - Жанр: Рок - Лейбл: Double T Music                      | Платиновий диск        |
| 2002       | Paradize - Випущений: 12 березня 2002 - Жанр: Рок - Лейбл: Columbia — Sony                      | Діамантовий диск       |
| 2005       | Alice et June - Випущений: 19 грудня 2005 - Жанр: Хардрок - Лейбл: Jive/Epic — Sony BMG         | Двічі золотий диск     |
| 2009       | La République des Meteors - Випущений: 9 березня 2009 - Жанр: Поп-рок - Лейбл: Jive/Epic — Sony | Платиновий диск        |
| 2013       | Black City Parade - Випущений: 11 лютого 2013 - Жанр: Синті-поп, поп-рок - Лейбл: Arista France | Платиновий диск        |
| 2017       | 13 - Випущений: 8 вересня 2017 - Жанр: Дрим-поп, синті-поп - Лейбл: Indochine Records           | Діамантовий диск       |

### Концертні альбоми
| Рік  | Альбом                                                                                        | Сертифікація (Франція) |
| ---- | --------------------------------------------------------------------------------------------- | ---------------------- |
| 1986 | Indochine au Zénith - Випущений: 4 жовтня 1986 - Жанр: Нова хвиля - Лейбл: BMG Ariola         |                        |
| 1992 | Collector 92 - Випущений: 1992 - Жанр: Нова хвиля - Лейбл: BMG                                |                        |
| 1994 | Radio Indochine - Випущений: 12 грудня 1994 - Жанр: Поп-рок - Лейбл: BMG                      |                        |
| 1997 | Indo Live - Випущений: 7 листопада 1997 - Жанр: Поп-рок - Лейбл: Columbia — Sony              |                        |
| 2001 | Nuits intimes - Випущений: 9 січня 2001 - Жанр: Акустика - Лейбл: Columbia — Sony             |                        |
| 2004 | 3.6.3 - Випущений: 5 січня 2004 - Жанр: Рок - Лейбл: Columbia — Sony                          |                        |
| 2007 | Hanoï - Випущений: 19 лютого 2007 - Жанр: Рок - Лейбл: Jive/Epic — Sony BMG                   |                        |
| 2007 | Alice et June Tour - Випущений: 3 грудня 2007 - Жанр: Рок - Лейбл: Jive/Epic — Sony BMG       |                        |
| 2010 | Le Meteor sur Bruxelles - Випущений: 21 червня 2010 - Жанр: Рок - Лейбл: Jive/Epic — Sony BMG |                        |
| 2011 | Putain de stade - Випущений: 17 січня 2011 - Жанр: Рок - Лейбл: Indochine Records             |                        |
| 2014 | Black City Tour - Випущений: 1 грудня 2014 - Жанр: Рок - Лейбл: Indochine Records             |                        |
| 2015 | Black City Concerts - Випущений: 4 грудня 2015 - Жанр: Рок - Лейбл: Indochine Records         |                        |

### Збірки альбомів
| Список треків | Список треків                         | Список треків |
| #             | Назва                                 | Тривалість    |
| ------------- | ------------------------------------- | ------------- |
| 1.            | «3e sexe»                             | 4:55          |
| 2.            | «Pavillon Rouge»                      | 3:08          |
| 3.            | «Leïla»                               | 3:54          |
| 4.            | «À L'Est De Java»                     | 5:03          |
| 5.            | «La Sécheresse Du Mékong»             | 3:28          |
| 6.            | «Indochine (Les Sept Jours De Pékin)» | 2:25          |
| 7.            | «Canary Bay»                          | 5:21          |
| 8.            | «Docteur Love»                        | 2:31          |
| 9.            | «Hors-La-Loi»                         | 3:05          |
| 10.           | «Razzia»                              | 2:38          |
| 11.           | «Monte Cristo»                        | 4:30          |
| 12.           | «Shanghaï»                            | 2:40          |

| Список треків | Список треків                     | Список треків |
| #             | Назва                             | Тривалість    |
| ------------- | --------------------------------- | ------------- |
| 1.            | «L'Aventurier»                    | 3:52          |
| 2.            | «Dizzidence politik»              | 4:19          |
| 3.            | «Kao Bang»                        | 4:57          |
| 4.            | «Le péril jaune»                  | 1:30          |
| 5.            | «Miss Paramount»                  | 3:01          |
| 6.            | «Trois nuits par semaine»         | 4:50          |
| 7.            | «Tes yeux noirs»                  | 4:24          |
| 8.            | «3e sexe»                         | 4:41          |
| 9.            | «Canary Bay»                      | 5:22          |
| 10.           | «La Bûddha affaire»               | 2:48          |
| 11.           | «La Chevauchée des champs de blé» | 4:23          |
| 12.           | «Les Tzars»                       | 4:38          |
| 13.           | «La Machine à rattraper le temps» | 4:34          |
| 14.           | «Des fleurs pour Salinger»        | 3:12          |
| 15.           | «Le Baiser»                       | 4:10          |
| 16.           | «Alertez Managua»                 | 3:55          |
| 17.           | «Punishment Park»                 | 3:50          |
| 18.           | «More...»                         | 5:24          |
| 19.           | «La guerre est finie»             | 3:55          |

### Сольні альбоми
У 1992 році Ніколя Сіркіс, фронтмен Indochine, випустив свій перший сольний альбом Dans la lune…, який був записаний з його тодішньою дівчиною Марі Гійяр.
Альбом був присвячений улюбленим артистам і групам Сіркіса, включаючи Tears for Fears, Патті Сміт, Sparks, The Cure, The Cars, Lou Reed, Echo & the Bunnymen, Siouxsie and the Banshees, Іггі Поп і The Velvet Underground.

### Тури
| Роки        | Назва                          | Концерти (днів) | Підтримується альбом           | Концертний альбом                         | Аудиторія          |
| ----------- | ------------------------------ | --------------- | ------------------------------ | ----------------------------------------- | ------------------ |
| 1981 — 1982 | Premières dates                | 10 ·            | немає                          | немає                                     | -                  |
| 1983        | Les Dix Jours De Pékin         | 14              | L'Aventurier                   | немає                                     | -                  |
| 1983 — 1984 | Le Péril Jaune Tour            | 29              | Le Péril Jaune                 | немає                                     | 35 000 глядачів    |
| 1984 — 1985 | Scandinave Tour                | 9               | Le Péril Jaune / 3             | немає                                     | -                  |
| 1985 — 1986 | Indochine Joue…                | 55              | 3                              | Au Zénith                                 | 150 000 глядачів   |
| 1988        | Tour 88                        | 38              | 7000 Danses                    | Aucun                                     | 135 000 глядачів   |
| 1992        | Birthday Tour                  | 20              | Le Birthday Album 1981—1991    | Collector 92                              | -                  |
| 1994        | Une Nuit Dans Votre Ville      | 17              | Un Jour Dans Notre Vie         | Radio Indochine                           | 70 000 глядачів    |
| 1996 — 1997 | Wax Tour                       | 19              | Wax                            | Indo Live                                 | -                  |
| 1998        | Live Tour                      | 15              | немає                          | немає                                     | -                  |
| 1999        | Indo Tour 99                   | 11              | немає                          | немає                                     | -                  |
| 1999 — 2000 | Dancetaria Tour                | 45              | Dancetaria                     | Les Divisions De La Joie                  | 150 000 глядачів   |
| 2000 — 2001 | Une Nuit Intime Avec Indochine | 32              | немає                          | Nuits Intimes                             | -                  |
| 2002 — 2004 | Paradize Tour                  | 94              | Paradize                       | 3.6.3                                     | 500 000 глядачів   |
| 2005 — 2007 | Alice & June Tour              | 92              | Alice & June                   | Hanoi / Alice & June Tour                 | 600 000 глядачів   |
| 2009 — 2011 | Meteor Tour                    | 74              | La République Des Meteors      | Le Meteor Sur Bruxelles / Putain De Stade | 800 000 глядачів   |
| 2012        | Paradize +10                   | 2               | Paradize +10                   | Aucun                                     | 12 000 глядачів    |
| 2013 — 2014 | Black City Tour                | 71              | Black City Parade              | Black City Tour / Black City Concerts     | 800 000 глядачів   |
| 2015        | Europe City Club Tour          | 8               | немає                          | немає                                     | -                  |
| 2015        | Concerts 2015                  | 2               | немає                          | немає                                     | -                  |
| 2016        | Festival Tour 2016             | 7               | немає                          | немає                                     | 177 000 глядачів   |
| 2017        | Concerts 2017                  | 2               | немає                          | немає                                     | -                  |
| 2018 — 2019 | 13 Tour                        | 59              | 13                             | немає                                     | 700 000 глядачів   |
| 2020        | Concerts 2020                  | 3               | немає                          | немає                                     | 1 900 глядачів     |
| 2021        | Concerts 2021                  | 4               | немає                          | немає                                     | 11 000 глядачів    |
| 2022        | Central Tour                   | 6               | Singles Collection (1981—2021) | Central Tour (le film)                    | 417 799 глядачів   |
| 2023        | Festival Tour 2023             | 11              | немає                          | немає                                     | 242 000 глядачів   |
| Від 1981    | 23 турне                       | 749 концертів   | -                              | -                                         | 4 801 000 глядачів |